# Into Konrad Inha
Into Konrad (I.K.) Inha (tidigare Nyström), född 12 november 1865 i Virdois, död 3 april 1930 i Helsingfors, var en finländsk fotograf, författare och tidningsman. 
Inha blev student från Tavastehus lyceum 1884 och bosatte sig därpå följande år i Helsingfors. Han var utrikesredaktör för tidningen Uusi Suometar från 1888 fram till sekelskiftet, gjorde fotograferings- och reportageresor i Europa och bedrev fotostudier i Bayern. År 1892 inledde han på uppdrag av Atelier Apollos innehavare Karl Emil Ståhlberg en fotograferingsresa av landskap i norra Finland, vars bildresultat, liksom senare resors, fick stor spridning som postkort och i publikationer. Åren 1893 och 1894 riktades resorna till Östra Finland respektive Vitahavskarelen, varav den senare blev av särskild kulturhistorisk betydelse för sin dokumentation av bland annat runosångare och människor i dagligt arbete. År 1895 var objektet landskap i hela landet, vilket resulterade i bildverket Finland i bilder – Suomi kuvissa. År 1908 fotograferade han stadsvyer i Helsingfors på uppdrag av förlaget WSOY för en av studentnationen Savolais-Karjalainen osakunta redigerad guidebok om huvudstaden, som utkom 1910. Endast ett sextiotal av omkring 190 bilder användes i verket. De övriga stannade i förlagets arkiv, varefter de omkring hundra år senare återupptäcktes och utgavs 2009 i boken Helsinki – valon kaupunki, som fick ett mycket gott mottagande. Inha författade och redigerade ett flertal bildverk och översatte också populärvetenskaplig litteratur och ungdomsböcker till finska. Han kan därtill ses som en av cykelåkningens pionjärer i Finland, då han tidigt tog cykeln i användning vid sina resor samt importerade även cyklar från England. Uppkomsten av det finska namnet för cykel (polkupyörä) tillskrivs Inha, men detta har inte kunnat verifieras.